# São Marcos da Ataboeira
São Marcos da Ataboeira es una freguesia portuguesa del concelho de Castro Verde, con 103,39 km² de superficie y 373 habitantes (2001). Su densidad de población es de 3,6 hab/km².